# Josef Fahrenholtz
Josef Fahrenholtz (Chatfield, 1 de febrero de 2001) es un baloncestista estadounidense que pertenece a la plantilla de los Nidaros Jets que compite en la BLNO, la primera división del baloncesto noruego. Con 2,03 metros de estatura, juega en la posición de Alero.

## Trayectoria deportiva

### Universidad
Josef desarrolló su etapa universitaria como jugador de baloncesto en la División III de la NCAA, donde jugó en la Universidad de Wisconsin-Superior, en la que promedió 10,6 puntos y 5,4 rebotes por partido.

### Profesional
Tras no ser elegido en el Draft de la NBA de 2023, Josef se unió a la plantilla de los Nidaros Jets un equipo de baloncesto noruego con sede en la ciudad de Trondheim, que compite en la  Basketligaen Norge, la primera división del baloncesto noruego.